# Bornholms middelaldercenter
Bornholms middelaldercenter is een museum en belevingscentrum in Østerlars op het Deense eiland Bornholm.
Het museum gaat over de periode tussen 1300 en 1450. Het gebied beslaat 15 hectare land. Het middeleeuwencentrum bevindt zich op ongeveer 500 meter van de ronde Kerk van Østerlars.
Eenmaal per jaar wordt er een groot middeleeuws festival gehouden, waar vrijwilligers rondlopen in kledij die refereert aan de middeleeuwen. Er worden dan ook zwaardgevechten nagespeeld.
Gidsen van het centrum geven er rondleidingen, alsook op Hammershus, Lilleborg en Gamleborg.

## Galerij

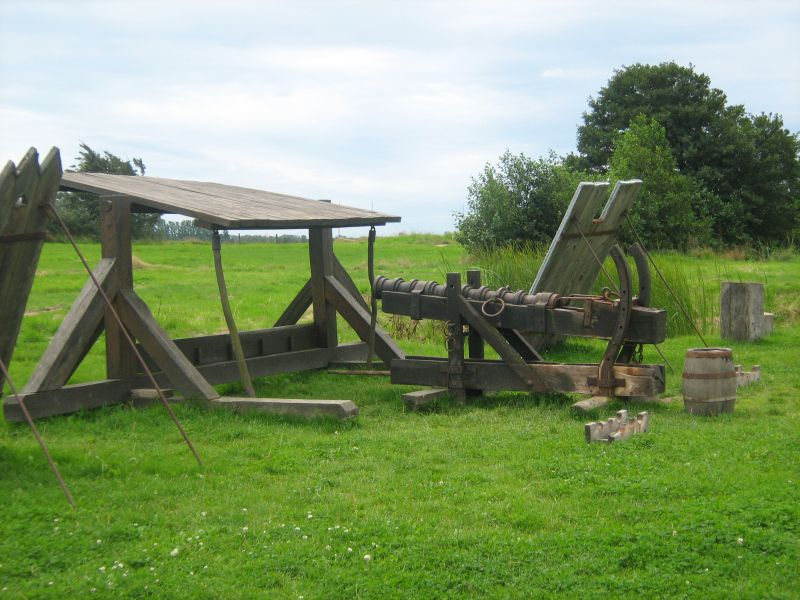
Middeleeuws kanon in het Middelaldercenter
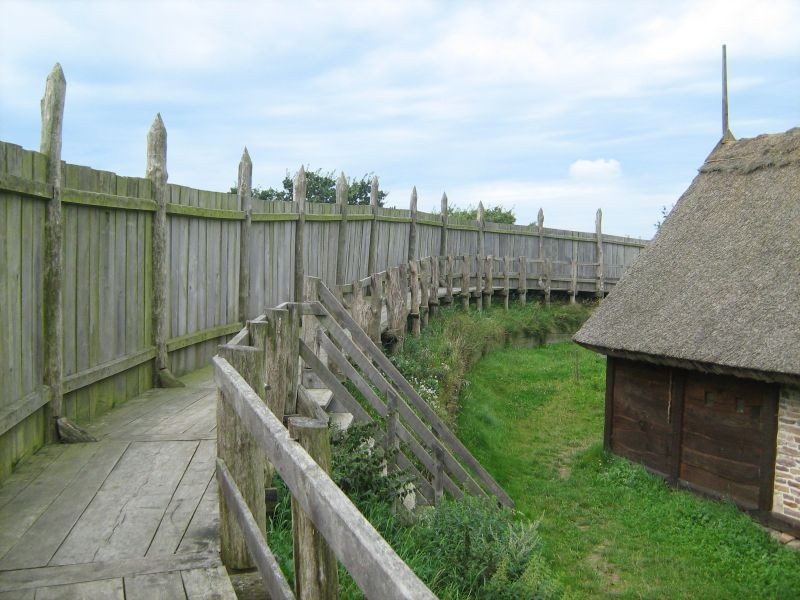
Vestingsmuur van het Middelaldercenter

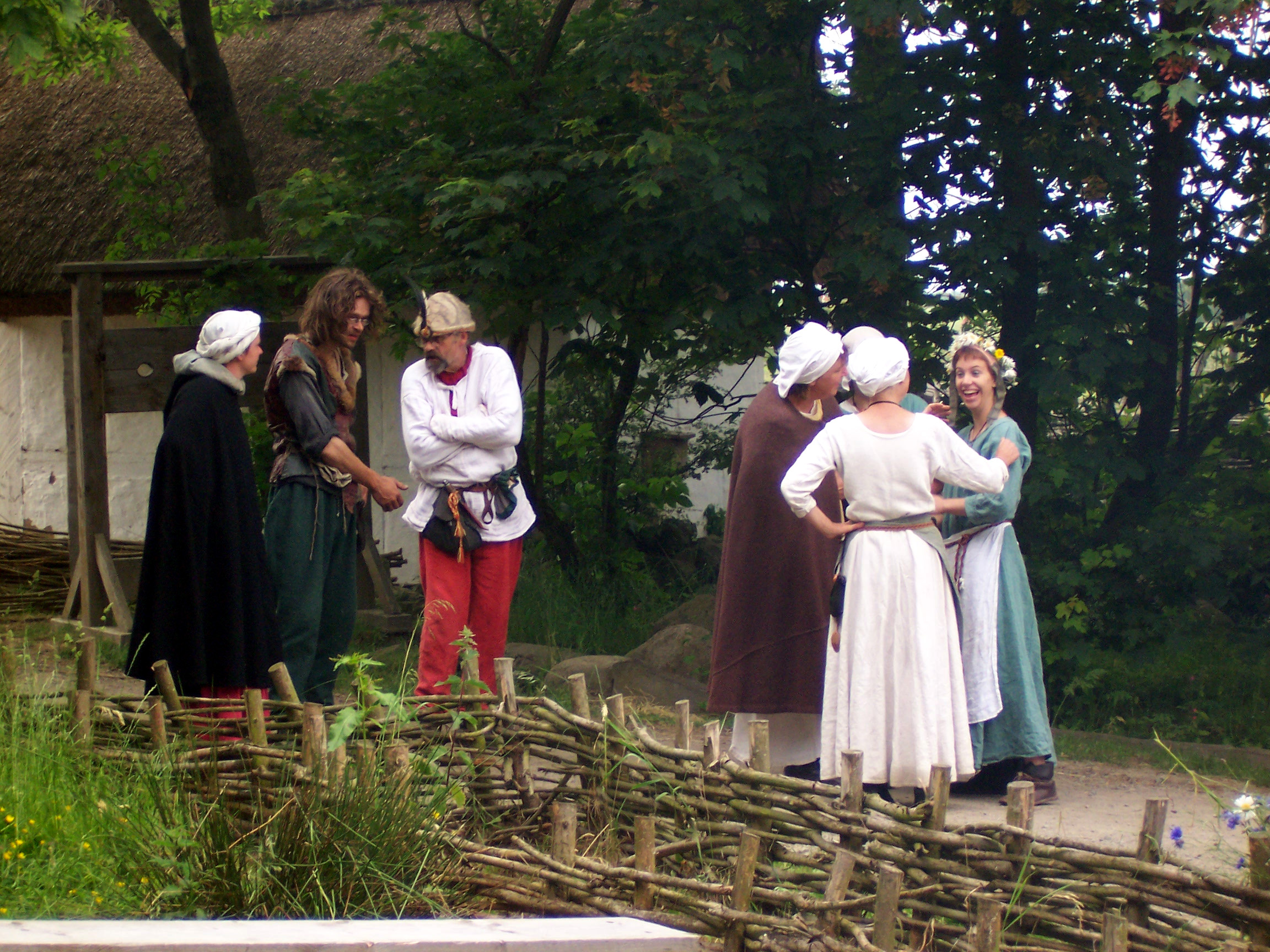
Vrijwilligers in middeleeuwse kledij
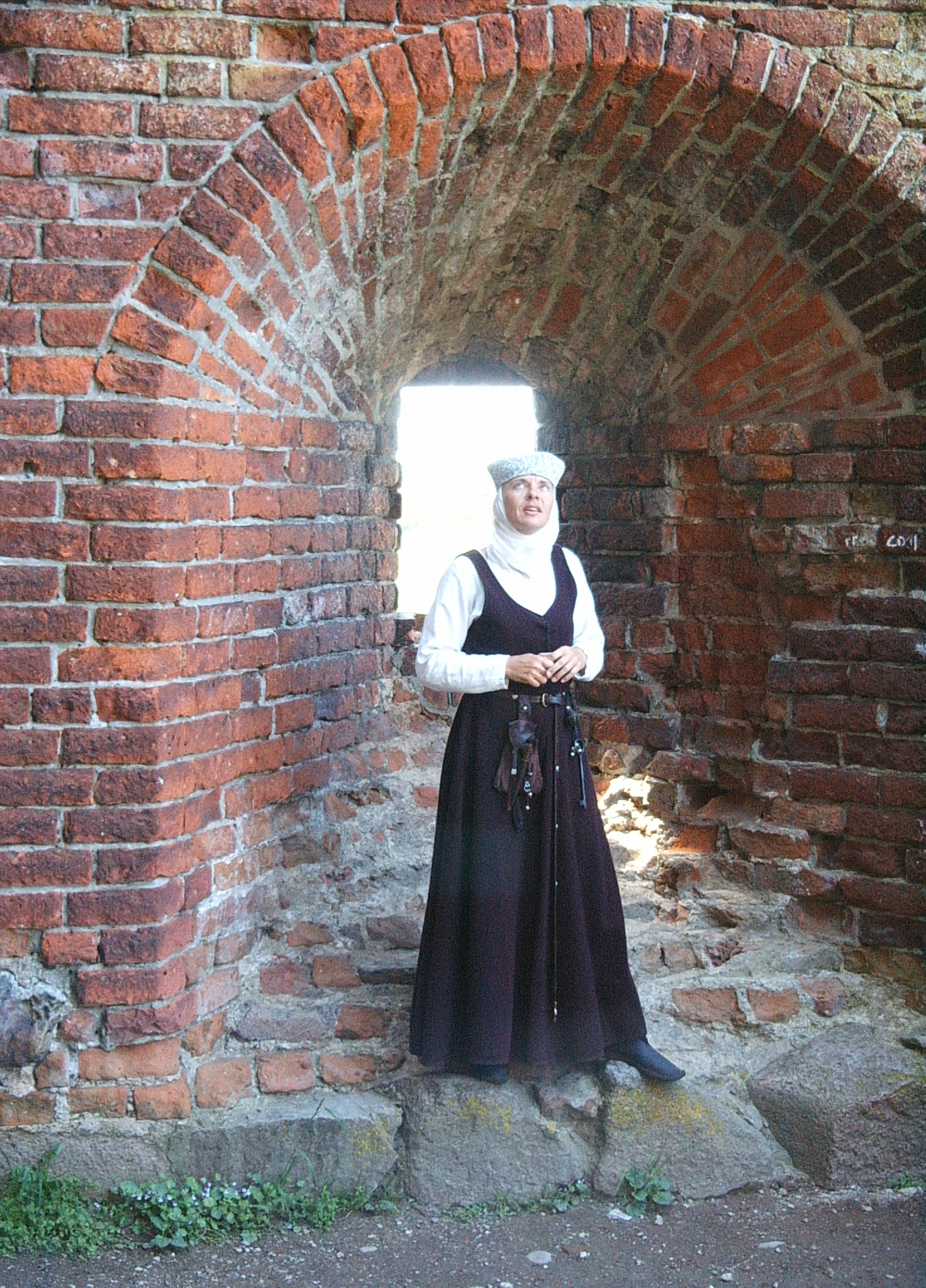
Gids van het middelaldercenter geeft een rondleiding op Hammershus
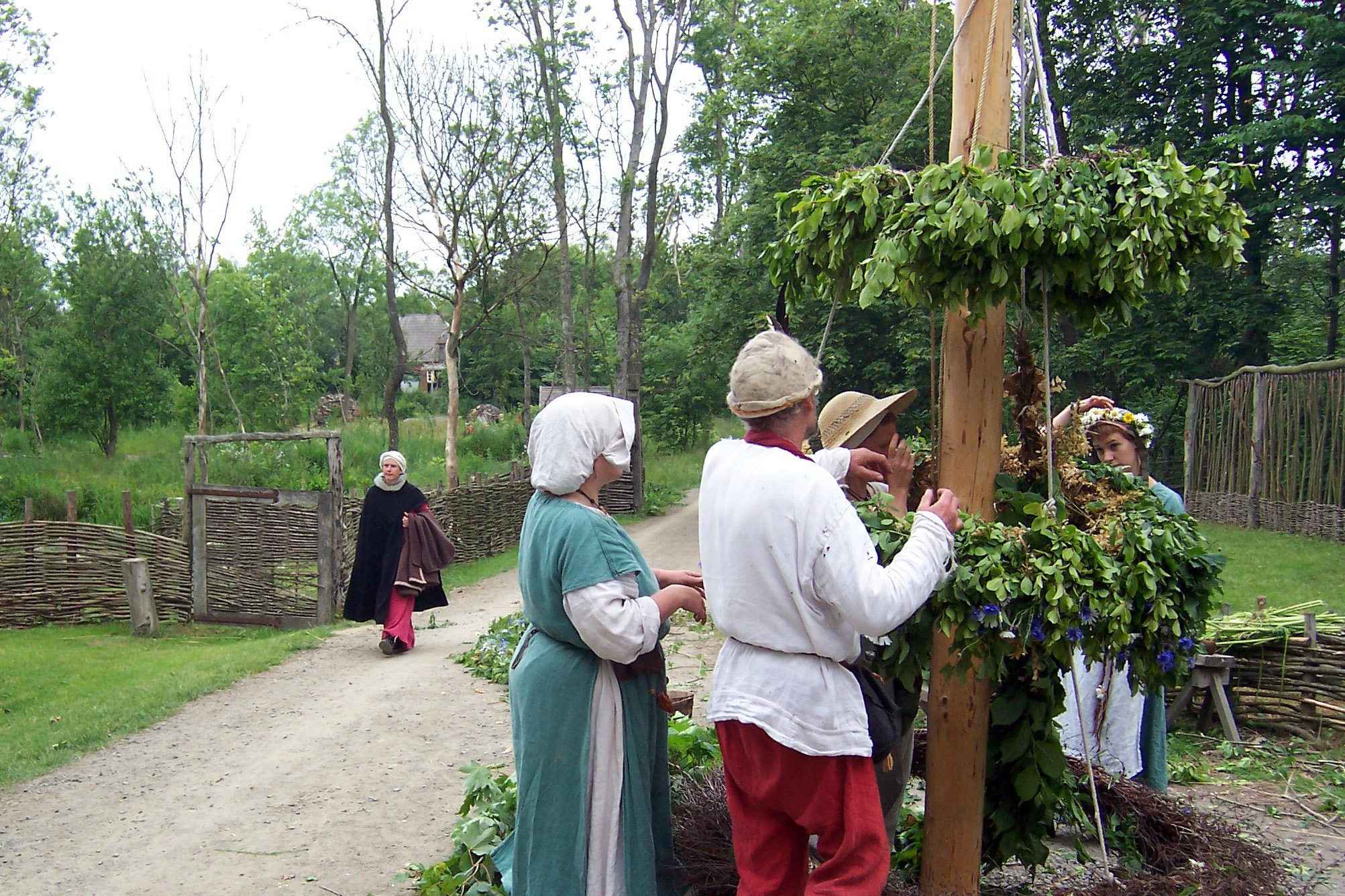
Vrijwilligers in middeleeuwse kledij